# Brousse, Tarn
Brousse är en kommun i departementet Tarn i regionen Occitanien i södra Frankrike. Kommunen ligger i kantonen Lautrec som tillhör arrondissementet Castres. År 2022 hade Brousse 439 invånare.

## Befolkningsutveckling
Antalet invånare i kommunen Brousse
| Referens: INSEE |